# Vin Baker
Vincent (Vin) Lamont Baker (nascut el 23 de novembre de 1971 a Lake Wales, Florida), és un exjugador de bàsquet professional estatunidenc que va jugar a l'NBA. Va participar en quatre All-Star Game consecutius, abans que la seva carrera acabés abans d'hora per culpa de l'alcoholisme.